# 스콧 스톡다이크
스콧 스톡다이크(영어: Scott Stokdyk, 1969년 10월 16일 ~ )는 영화 특수 효과 기술자이다. 영화 스파이더맨 시리즈, 《G-포스: 기니피그 특공대》, 《발레리안: 천 개 행성의 도시》의 시각효과를 담당한 것으로 알려져 있다. 아카데미 시각효과상에 세 번 후보로 올랐고, 2005년 제77회 아카데미상에서 《스파이더맨 2》로 수상하였다.

## 영화 참여 작품
- 브로큰 애로우(1996)
- 제5원소(1997)
- 타이타닉(1997)
- 고질라(1998)
- 할로우 맨(2000)
- 스파이더맨(2002)
- 스파이더맨 2(2004)
- 스파이더맨 3(2007)
- G-포스: 기니피그 특공대(2009)
- 오즈 그레이트 앤드 파워풀(2013)
- 제5침공(2016)
- 발레리안: 천 개 행성의 도시(2017)